# Discorhabdine
 (août 2017).
Les discorhabdines sont une famille de molécules spiro-hétérocycliques, appartenant elle-même à la famille des alcaloïdes.

## Découverte
Ces composés ont été découverts principalement chez certaines espèces d'éponges comme Latrunculia brevis (sv), Batzella melanos (sv) ou les espèces du genre Zyzzya (nl).

## Formes
On leur connaît plusieurs formes, baptisées discorhabdine A, B, C, D et E. Leurs formules brutes sont :
- D.A : C18H14BrN3O2S
- D.B : C18H12BrN3O2S
- D.C : C18H13BrN2N3
- D.D : C18H14ClN3O2S
- D.E : C18H14BrN3O2

## Applications
Lors des études menées sur Latrunculia austini (sv), une équipe de chercheurs a mis en évidence le fait que l'une des formes de discorhabdine, présente dans l'éponge, était susceptible d'avoir une activité anticancéreuse sur certaines manifestations du cancer du pancréas.